# Џон Арчибалд Вилер
Џон Арчибалд Вилер (енгл. John Archibald Wheeler; Џексонвил, 9. јул 1911 — Хајтстаун, 13. април 2008) био је амерички теоријски физичар и сарадник Алберта Ајнштајна и Нилса Бора, највећих теоријских физичара 20. века. Вилер је први сковао термин „црна рупа”.

## Каријера
Рођен је у Џексонвилу, Флорида. Докторирао је 1933. на теорији о апсорпцији и дисперзији хелијума. Након доктората одлази у Копенхаген код Нилса Бора.
Био је професор физике на Универзитету Принстон до 1938. до 1976. Године 1976. прелази на Универзитет Остин у Тексасу где је био директор Центра за теоријску физику. Под његовим менторством докторирали су Ричард Фајнман, Кип Торн и Хју Еверет.
Године 1937. представио је С-матрицу која је постала незаменљив алат у физици честица. Био је, заједно са Бором и Фермијем, један од пионира у теорији нуклеарне фисије. Када је Бор дошао у Америку, сарадња Вилера и њега се наставила 1939. године када су радили на моделу течних капи.
„Можете причати о људима као што су Буда, Исус, Мојсије, Конфучије, али ствари које су ме убедиле да ти људи постоје су разговори са Бором”, рекао је једне прилике Џон Вилер.
Током Другог светског рата радио је на развијању атомске бомбе у „Пројекту Менхетн”. После рата радио је на развијању хидрогенске бомбе.
Године 1957. поново се враћа на Принстон и ради на пољу опште теорије релативности. Резултат тога су „црвоточине”, хипотетички тунели у простор-времену. Његов рад на теорији опште релативности резултовао је теоријом гравитационог колапса. Године 1967, за време говора на Насином Годардовом институту за свемирске студије, први је употребио термин „црна рупа”. Један је и од пионира теорије квантне гравитације.
Вилер је заслужан за развиће теорије опште релативности. Заједно са Денисом Шамом (Кембриџ) и Зелдовичем (Москва) увео је општу релативност на универзитете.
Добио је Волф награду за физику 1997. године.
Преминуо је 13. априла 2008. године.